# Pennisetum divisum
Pennisetum divisum là một loài thực vật có hoa trong họ Hòa thảo. Loài này được (Forssk. ex J.F.Gmel.) Henrard mô tả khoa học đầu tiên năm 1938.